# سويتشا
سويتشا Switcha هو مشروب عصير مصنوع من الليمون الأصلي    أو الليمون والماء والسكر المصنوع في جزر تركس وكايكوس وهو أيضًا جزء من المطبخ الباهامي.  إنه مرافق تقليدي لحلوى تسمى دوف.  فاز المشروب بحفل الشتاء الأبيض الخامس في 2011.  Switcha هي أيضًا علامة تجارية للمشروبات بنكهة الليمون والليمون المصنوعة في ناسو ، جزر البهاما . 

## أنظر أيضا
- شراب الليمون